# Rory Bosio
Pour les articles homonymes, voir Bosio.
Rory Bosio est une athlète américaine née le 13 août 1984. Spécialiste de l'ultra-trail, elle a remporté l'Ultra-Trail du Mont-Blanc en 2013 et 2014 et le Lavaredo Ultra-Trail en 2014.

## Résultats
- 2010
  - 4e de la Western States Endurance Run.

- 2011
  - 5e de la Western States Endurance Run.

- 2012
  - 2e de la Western States Endurance Run.

- 2013
  - 2e de la Way Too Cool 50K Endurance Run.
  - 1re de l'Ultra-Trail du Mont-Blanc[2], 7e du général[3].

- 2014
  - 1re du Lavaredo Ultra-Trail.
  - 1re de l'Ultra-Trail du Mont-Blanc.
  - 9e de l'Ultra-Trail World Tour 2014.